# 녓레 해변

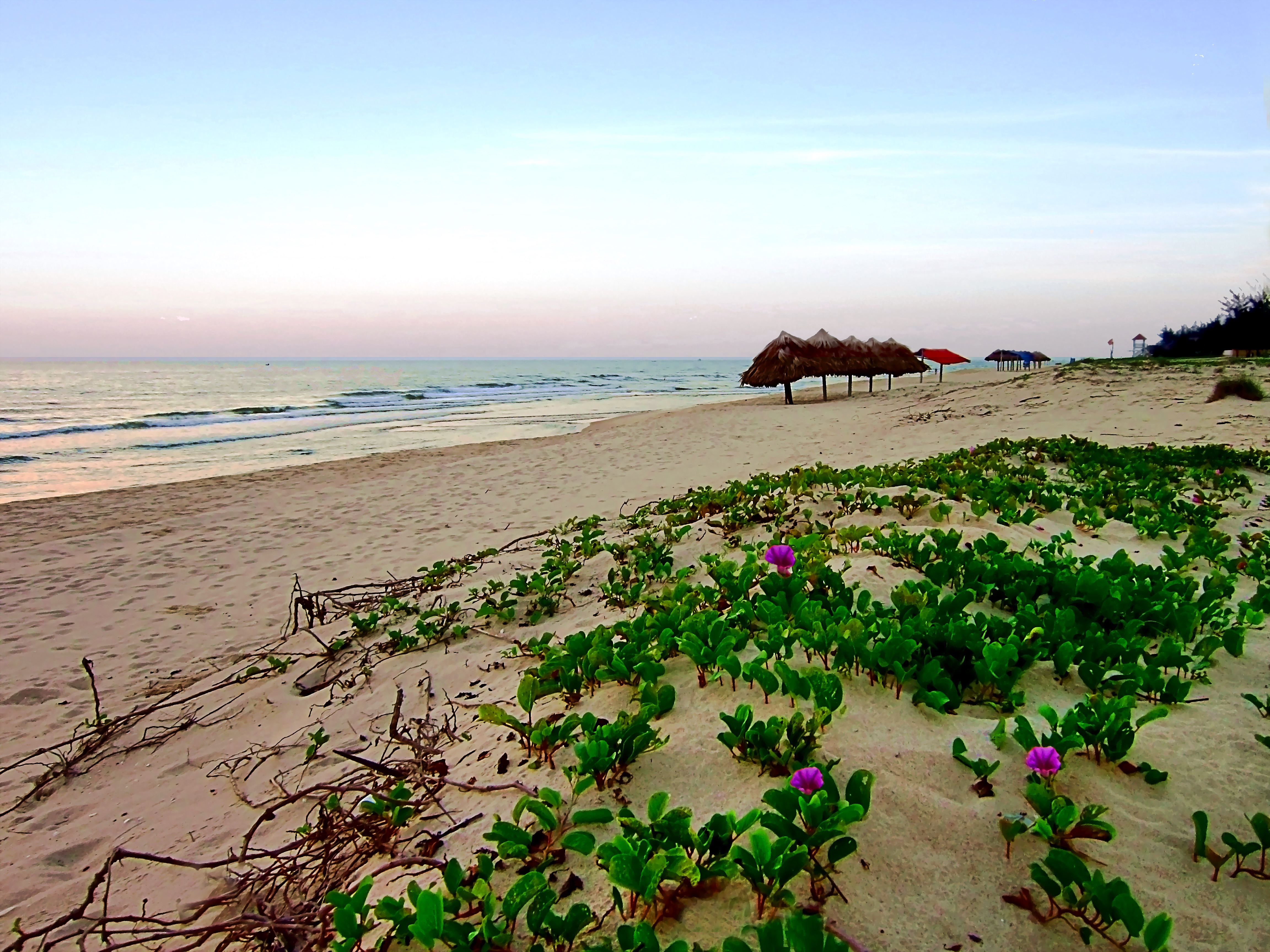
녓레 해변

녓레 해변(Nhật Lệ Beach)은 베트남 세계자연유산 퐁냐께방 국립공원의 본거지인 꽝빈성의 성도인 동허이시에 있는 해변이다. 이곳의 물은 깨끗하고, 모래는 곱고 하얗다. 이 해변은 남중국해로 흘러들어가는 녓레강 하구에 위치해 있다. 강 건너편 둑에는 4성급 리조트가 있고 다른 하나는 공사 중이다.